# هوتلینگن (بادن-وورتمبرگ)
هوتلینگن (به آلمانی: Hüttlingen) یک شهر در آلمان است که در استالبکرایس واقع شده‌است.